# Galeria V.K. Jonynasa

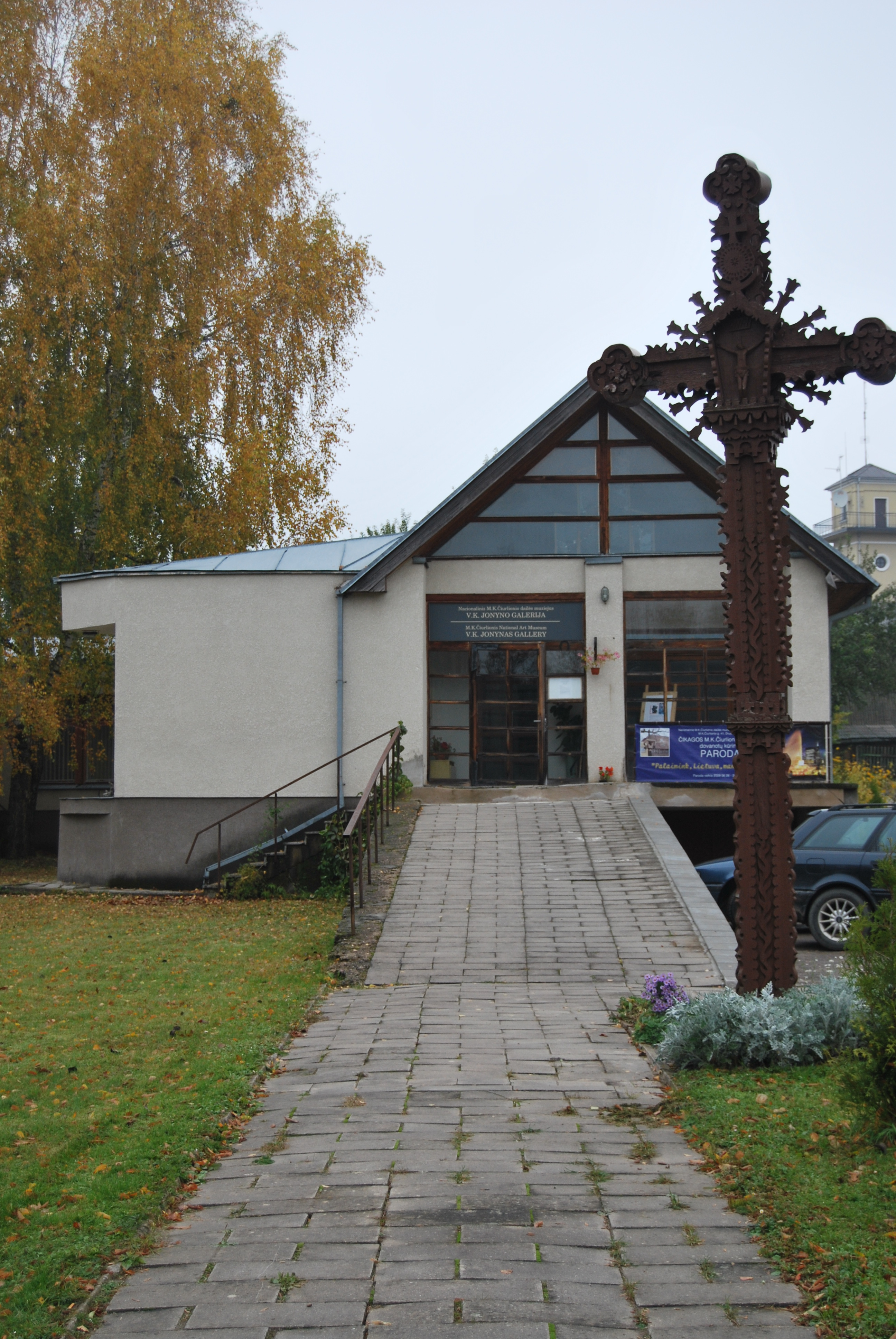
Galeria V. K. Jonynasa

Galeria V.K. Jonynasa – litewska galeria sztuki w Druskienikach (adres galerii: ul. M.K. Čiurlionisa 41, 66164 Druskienniki, języki: litewski, angielski, rosyjski, estoński i fiński).
Galeria powstała w 1993 roku. W placówce wystawione są rysunki, grafiki, obrazy, rzeźby i projekty witraży litewskiego malarza Vytautasa Kazimierasa Jonynasa (1907-1997), tworzącego przez wiele lat w Niemczech i Stanach Zjednoczonych.
W galerii prezentowane są zdjęcia i materiały filmowe przedstawiające najcenniejsze wnętrza kościołów i obiekty architektury monumentalnej zaprojektowane przez artystę.
Galeria organizowała wiele wystaw sezonowych artystów litewskich i polskich. Wystawy ze zbiorów prywatnych i ze zbiorów Narodowego Muzeum Sztuki M.K. Čiurlionisa. W galerii wystawiali między innymi artyści związani ze środowiskiem gdańskim jak: Henryk Cześnik, Danuta Joppek, Jan Misiek, Zbigniew Wąsiel.